# Krwawa jesień pelplińska
Krwawa jesień pelplińska – nazwa, którą pomorska historiografia nadała wymordowaniu jesienią 1939 roku przez okupantów niemieckich niemal całego składu kapituły diecezji chełmińskiej (jej siedziba mieściła się naówczas w Pelplinie) oraz profesorów pelplińskiego seminarium duchownego i słynnego Collegium Marianum. Większość spośród 24 ofiar „krwawej jesieni” zamordowano 20 października 1939 r. na terenie koszar wojskowych w Tczewie.

## Pierwsze dni okupacji w Pelplinie
Pelplin został zajęty przez oddziały Wehrmachtu 3 września 1939 r. W mieście i jego okolicach natychmiast uaktywnili się członkowie miejscowego Selbstschutzu – paramilitarnej formacji złożonej z przedstawicieli niemieckiej mniejszości narodowej, zamieszkującej przedwojenne terytorium Rzeczypospolitej. Już pierwszego dnia okupacji przybyły z Gdańska gauleiter NSDAP Albert Forster zapowiedział: „Polacy spolszczyli Pomorze w ciągu 20 lat. My, Niemcy, zniemczymy Pomorze w ciągu 24 godzin”.
W okupowanym mieście, podobnie jak na terenie całego Pomorza, Niemcy od razu przystąpili do rozprawy z polską ludnością, w tym zwłaszcza z przedstawicielami polskiej elity politycznej, gospodarczej i intelektualnej, którą narodowi socjaliści obarczali winą za politykę polonizacyjną prowadzoną na Pomorzu Gdańskim w okresie międzywojennym oraz traktowali jako główną przeszkodę na drodze do szybkiej i całkowitej germanizacji regionu. Między październikiem 1939 r. a kwietniem 1940 r. w ramach tzw. Intelligenzaktion Niemcy zamordowali na Pomorzu ok. 30 000 – 40 000 Polaków.
Przed wybuchem wojny w Pelplinie mieściła się siedziba biskupów chełmińskich, jak również Wyższe Seminarium Duchowne oraz słynna szkoła przykatedralna Collegium Marianum. Z tego też powodu, ofiarą Intelligenzaktion padli w pierwszym rzędzie tamtejsi duchowni katoliccy. Już we wrześniu 1939 r. aresztowano profesora seminarium duchownego księdza Maksymiliana Raszeję, penitencjarza katedralnego księdza Franciszka Baumgarta oraz redaktora czasopisma „Pielgrzym” – księdza Jerzego Chudzińskiego. Wszystkich trzech internowano w osobnych celach na terenie seminarium. 20 września księdza Chudzińskiego zamordowano na terenie koszar wojskowych w pobliskim Tczewie.

## Zbrodnia 20 października
Kulminacyjny moment „pelplińskiej krwawej jesieni” miał miejsce 20 października 1939 r. Tego dnia członkowie SS i Selbstschutzu aresztowali wszystkich dwudziestu jeden przebywających w mieście kanoników diecezji chełmińskiej, jak również profesorów Wyższego Seminarium Duchownego i Collegium Marianum. Z grona aresztowanych wyłączono jednak po pewnym czasie poważnie chorego biskupa sufragana Konstantego Dominika oraz wybitnego filozofa katolickiego, księdza profesora Franciszka Sawickiego. Tego ostatniego uratował SS-Sturmbannführer (w cywilu berliński profesor archiwistyki), któremu Sawicki był potrzebny do pomocy przy ewidencjonowaniu i zagrabianiu cennych pozycji z biblioteki seminarium. Szansę na ocalenie miał również ksiądz Walter Schütt – kanclerz Kurii Diecezjalnej, a zarazem rodowity Niemiec. Według relacji świadków dowodzący akcją SS-Untersturmführer Adolf Teufel”. nakazał mu odejść, lecz ksiądz Schütt miał mu odpowiedzieć: „Pójdę z moimi kolegami. Będę z nimi dzielił ich los”.
Aresztowanych księży pozbawiono osobistych dokumentów, portfeli i zegarków. Następnie poustawianych w trójki pognano poza miasto i w pobliskim Lasku Bielawskim kazano wykopać zbiorowe groby. Niemcy zrezygnowali jednak z przeprowadzenia egzekucji, gdy zorientowali się, że wyznaczone do tego miejsce mogłyby obserwować osoby postronne. Aresztowanych księży pognano z powrotem do Pelplina, zamieniając przemarsz w szyderczą defiladę. W jej trakcie duchownych kopano, bito bykowcami i kolbami karabinowymi oraz szczuto psami. Wreszcie w okolicy dworca kolejowego, załadowano aresztowanych na ciężarówki i wywieziono do prowizorycznego więzienia utworzonego na terenie dawnych polskich koszar wojskowych w Tczewie. Tam wyczerpanych księży umieszczono w piwnicach, gdzie Niemcy znęcali się nad nimi przez długi czas. Jeszcze tego samego wieczoru niezidentyfikowany pluton egzekucyjny rozstrzelał na terenie koszar szesnastu spośród dziewiętnastu aresztowanych księży pelplińskich. Wśród zamordowanych znaleźli się m.in.:
- ks. Juliusz Bartkowski (infułat, były proboszcz pelpliński);
- ks. Paweł Kirstein (dyrektor Collegium Marianum);
- ks. Alojzy Lewandowski (szambelan papieski, proboszcz pelplińskiej parafii);
- ks. Bolesław Partyka (kanonik, wizytator szkół średnich);
- ks. Józef Roskwitalski (rektor Wyższego Seminarium Duchownego);
- ks. Walter Schütt (kanclerz Kurii Diecezjalnej).

## Dokończenie rozprawy z duchowieństwem pelplińskim
Obok wspomnianego księdza Jerzego Chudzińskiego oraz szesnastu duchownych rozstrzelanych 20 października zamordowano jeszcze siedmiu pelplińskich księży. Dwóch rozstrzelano pod Pelplinem – w pobliżu linii kolejki wąskotorowej. Pozostali (w tym trzej księża oszczędzeni 20 października) zostali najprawdopodobniej zamordowani na miejscu masowych straceń w Lesie Szpęgawskim. Ofiarą „krwawej jesieni” padło więc ogółem dwudziestu czterech księży katolickich z Pelplina – kanoników, profesorów seminarium duchownego oraz nauczycieli Collegium Marianum.
W tym samym czasie Niemcy przystąpili do niszczenia wszystkich śladów polskości na terenie Pelplina. Z katedry i seminarium zabrano dzwony, świeczniki, lichtarze, dzwonki, tace, kielichy. Archiwum diecezjalne wywieziono, a tysiące innych polskich książek i pism zniszczono. Między innymi, w pelplińskiej cukrowni spalono całą „Polską Bibliotekę Kleryków”, liczącą 10 tysięcy tomów. Gmach seminarium zamieniono na areszt policyjny, w którym funkcjonariusze Einsatzkommando 16 (specjalnej grupy operacyjnej niemieckiej policji bezpieczeństwa i służby bezpieczeństwa) umieszczali aresztowanych polskich działaczy, księży i nauczycieli. W pelplińskiej katedrze urządzono z kolei szkołę policyjną. Wreszcie, 29 listopada 1939 r., Stolica Apostolska mianowała niemieckiego biskupa Gdańska, Karola Marię Spletta, administratorem diecezji chełmińskiej (pod nieobecność biskupa Wojciecha Okoniewskiego, który po wybuchu wojny zbiegł za granicę).
Łącznie jesienią 1939 r. Niemcy zamordowali około 450 duchownych spośród ogólnej liczby 670 księży w diecezjach gdańskiej i chełmińskiej.

## Epilog
Zwłoki szesnastu duchownych zamordowanych w tczewskich koszarach zostały odkryte 29 października 1945 r. Szczątki rozstrzelanych ekshumowano i 15 listopada tego samego roku złożono we wspólnej mogile na cmentarzu w Pelplinie. W budynku pelplińskiego seminarium duchownego umieszczono tablicę upamiętniającą ofiary „krwawej jesieni”.
17 września 2003 r. biskup pelpliński Jan Bernard Szlaga otworzył proces beatyfikacyjny grupy 122 polskich ofiar hitleryzmu. Wśród nich znalazł się jeden z duchownych zamordowanych 20 października 1939 r. – ksiądz Józef Roskwitalski.
Po zakończeniu działań wojennych przed polskim sądem stanął Otto Andres, zastępca gauleitera Forstera w latach 1939-1940, obarczany m.in. współodpowiedzialnością za mord popełniony 20 października 1939 r. na szesnastu duchownych z Pelplina. Andres został uznany winnym i skazany na 15 lat więzienia. W 1956 r. wyszedł na wolność na mocy amnestii i powrócił do Niemiec Zachodnich, gdzie mimo wielu prowadzonych przeciw niemu dochodzeń nigdy nie stanął przed sądem.